# Šupina (botanika)
Šupina (squama) je listový útvar přisedlý širokou bází. Šupiny jsou obvykle nezelené a jejich funkce je chránit pupeny rostlin. Semenná šupina je v samičích šišticích jehličnanů a nese vajíčka, pod semennou šupinou je šupina podpůrná. U rostlin na výslunných a suchých stanovištích jsou listy vyvinuty pouze v podobě šupin. Šupinovité chlupy má na rubu listů rakytník.